# Chiesa di San Rufino
La chiesa di San Rufino è un luogo di culto cattolico situato nel comune di Leivi, in via San Rufino, nella città metropolitana di Genova. La chiesa è sede della parrocchia omonima del vicariato di Chiavari-Lavagna della diocesi di Chiavari.

## Storia

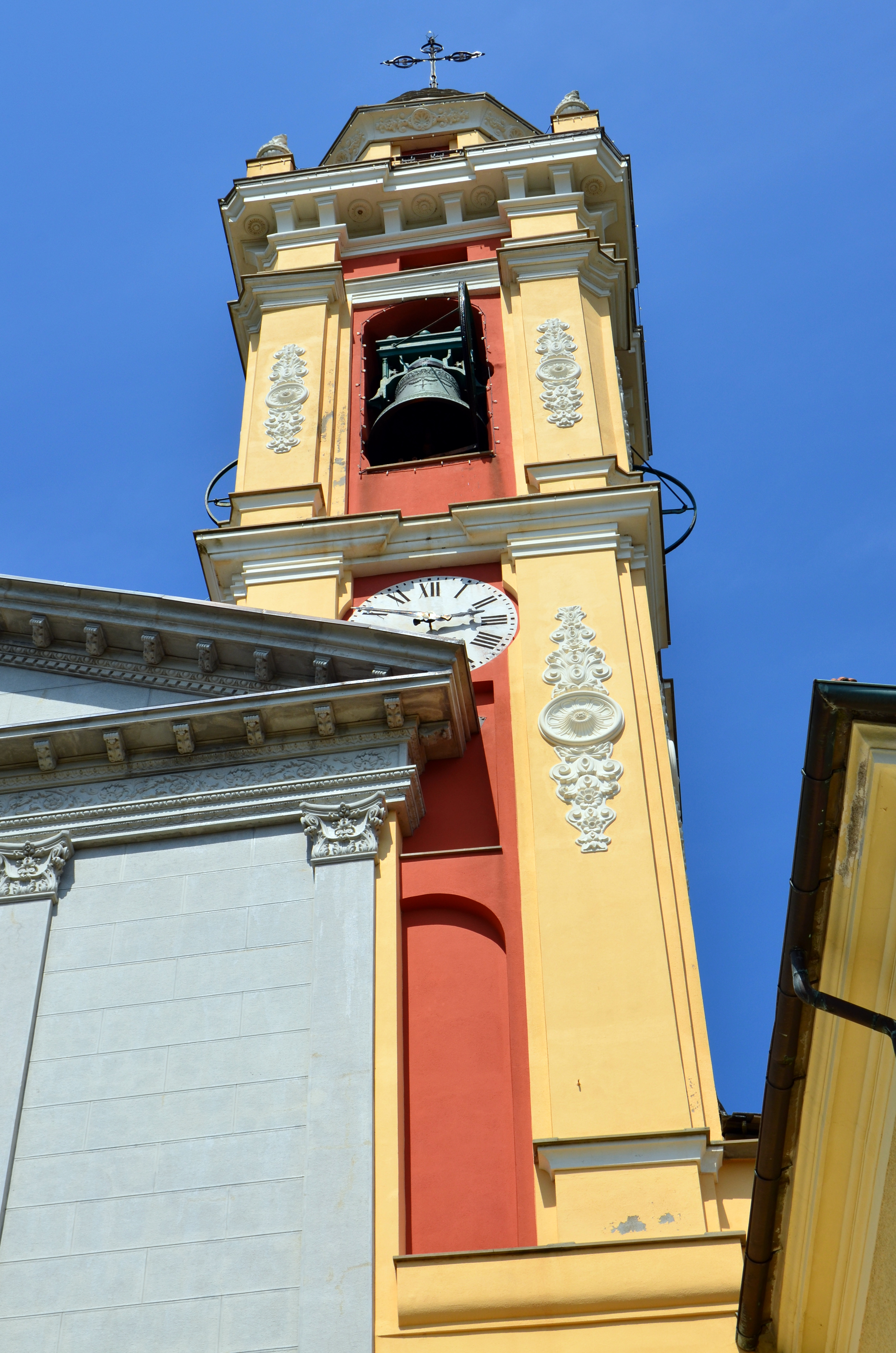
Particolare del campanile

Edificata lungo l'antico sentiero collegante l'abitato di Ri Alto (Chiavari) con il Bocco di Leivi, fu uno dei tempi religiosi più importanti della comunità leivese e appartenente amministrativamente alla pieve di Santo Stefano di Lavagna.
Di origine incerta, non si conosce infatti la reale data di costruzione del primario edificio, fu restaurata tra il XVII e il XVIII secolo conservandone fino ad oggi l'attuale struttura architettonica. Secondo alcune fonti la chiesa fu invece ricostruita tra il 1675 e il 1687.
Alcune note storiche ne testimoniano la presenza già dal XII secolo come chiesa plebana e importante punto di aggregazione della comunità, ma fu nel Seicento che acquistò maggiore importanza grazie all'intitolazione a chiesa arcipresbiteriale controllando così diverse chiese del circondario.

## Descrizione
Al suo interno sono conservate alcune pregiate opere pittoriche del Cinquecento, del Seicento e del Settecento di artisti genovesi quale ad esempio il dipinto raffigurante l'Immacolata concezione del pittore Giuseppe Galeotti nella canonica; tra gli oggetti conservati anche diversi ostensori in argento, dei reliquiari e calici.